# 3467 Bernheim
A 3467 Bernheim (ideiglenes jelöléssel 1981 SF2) a Naprendszer kisbolygóövében található aszteroida. Norman G. Thomas fedezte fel 1981. szeptember 26-án.